# The Blood Is Strong
The Blood Is Strong è un album-colonna sonora del gruppo di folk rock scozzese Capercaillie, pubblicato dalla Grampian Television Music Records nel 1988.
Nel 1995 l'etichetta discografica Survival Records (SURCD 014) ripubblicò l'album su CD con un ordine differente dei brani e con tracce aggiunte rispetto all'album originale.

## Tracce
Musica scritta ed arrangiata da Capercaillie, eccetto dove indicato.
Lato A
1. Aignish – 1:20 (John Archie Morrison, Kennedy Fraser)
2. The Hebrides – 1:27
3. Arrival Theme – 2:52
4. Cumha Do Dh'Uilleam Siosal – 1:29 (Tradizionale)
5. Iona Theme – 0:49
6. Oh Mo Dhuthaich – 1:35 (Tradizionale)
7. Calum's Road – 3:39
8. Callinish, Picts, Celts – 1:39
9. Fear a Bhata – 1:54 (Tradizionale)

Durata totale: 16:44
Lato B
1. Alasdair Mhic Cholla – 2:05 (Tradizionale)
2. Dean Cadalan Samhach / A Chuilean Mo Ruin – 2:00 (Johnny MacRae / Tradizionale)
3. Lordship of the Isles – 1:31
4. Grandfather Mountain – 3:07
5. Arrival Reprise – 2:04
6. An Ataireachd Ard – 2:00 (D. MacVicar, J. MacDonald)
7. Collum Cille – 0:47
8. 'S Fhada Leam An Oidhche Gheamhraidh – 1:54 (Murdo MacFarlane)
9. Downtown Toronto – 2:33
10. Maighdeanan Na H-Airidh – 1:28 (Tradizionale)

Durata totale: 19:29
Edizione CD pubblicato nel 1995 dall'etichetta discografica Survival Records (SURCD 014)
1. An Gille Ban – 5:11 (Tradizionale)
2. Domhnall (Black Donald) – 1:30 (Capercaillie)
3. An T-Eilean Mu Thuath – 2:55 (Capercaillie, John MacCleod)
4. Fagail Bhernaraidh (Leaving Berneray) – 3:25 (Donald Shaw, John MacLeod)
5. The Lorn Theme – 2:30
6. Gun Teann Mi Ris Na Ruinn Tha Seo (Remembrance) – 2:50 (Donald Shaw, John MacLeod)
7. Aignish – 1:20 (John Archie Morrison, Kennedy Fraser)
8. The Hebrides – 1:27 (Capercaillie)
9. Arrival Theme – 2:52 (Capercaillie)
10. Cumha Do dh'Uilleam Siosal – 1:29 (Tradizionale)
11. Iona Theme – 0:49 (Capercaillie)
12. Oh Mo Dhuthaich – 1:35 (Tradizionale)
13. Calum's Road – 3:39 (Capercaillie)
14. Callinish, Piets, Celts – 1:39 (Capercaillie)
15. Fear A Bhata – 1:54 (Tradizionale)
16. Alasdair Mhic Colla – 2:05 (Tradizionale)
17. Dean Cadalan Samhach – 1:59 (Johnny MacRae)
18. Lordship of the Isles – 1:31 (Capercaillie)
19. Grandfather Mountain – 3:01 (Capercaillie)
20. Arrival Reprise – 2:04 (Capercaillie)
21. An Ataireachd Ard – 2:00 (J. MacDonald, D. MacVicar)
22. Colum Cille – 0:47 (Capercaillie)
23. 'S Fhada Leam An Oidhche Gheamhraidh – 1:54 (Murdo McFarlane)
24. Downtown Toronto – 2:33 (Capercaillie)
25. Maideanan Na h-Airidh – 1:28 (Tradizionale)

Durata totale: 54:27

## Musicisti
- Karen Matheson - voce
- Anton Kirkpatrick - chitarra
- John Saich - chitarra, basso
- Charlie McKerron - fiddle
- Donald Shaw - accordion, sintetizzatore